# Pap József (író)
Pap József (Brassó, 1896. február 18. – Hamburg, 1942. december 15.) erdélyi magyar író, költő.

## Életútja
Apja, dr. Pap Lajos, brassói rabbi volt. Ő maga jogot hallgatott Kolozsváron, az első világháborúban orosz fogságba esett. Hazatérve Kolozsváron lett tisztviselő. A bécsi Panorama, az erdélyi Napkelet, a Korunk munkatársa; itt közölte meseszerű, szecessziós fűtöttségű írásait. 1923-ban a Vasárnapi Újság segédszerkesztője. Összeállításában jelent meg az Erdélyi történetek (Kolozsvár, 1924) című antológia. Társadalomkritikával is jelentkezett, drámát, filmszcenáriumot írt. Osvát Kálmán szerint írásai „kollektív érzésekre mutatnak”.
Első könyvében (1924) így ír az addigi életútjáról: „Huszonhat[!] éves vagyok és mindig abból éltem, hogy mellékfoglalkozásom volt. Jelenleg könyvelő vagyok. Egy évvel ezelőtt, fakereskedő és méhész, hárommal ezelőtt állami hivatalnok voltam, négy évvel ezelőtt, gyári munkás, öt évvel ezelőtt urasági kocsis és betegápoló és nyolc évvel ezelőtt joghallgató."
1923-ban feleségül vette Kolozsváron a nemesi származású mezőbándi Kováts Margitot (1899–1943).
1929 márciusában Berlinbe emigrált, ahol 1931-ig az ottani, azután az oslói szovjet kereskedelmi képviseleten dolgozott. Berlini tartózkodása alatt németországi tudósításai jelentek meg erdélyi lapokban (Korunk, Keleti Újság), valamint könyvkiadót alapított.
1940-től nyelvet tanított a norvég fővárosban, eközben náciellenes agitációt fejtett ki illegális szórólapokon és újságokban.
1941. szeptember 25-én a Gestapo letartóztatta. 1942 májusában Németországba szállították, és Kielben hadbíróság elé állították, amely az ellenség javára végzett tevékenységért halálra ítélte. 1942. december 15-én végezték ki Hamburgban.
Felesége Oslóból Svédországba tudott menekülni, ám ott 1943 szeptemberében elhunyt.

## Önálló kötetei
- Első könyv (elbeszélések, Kolozsvár, 1924)
- Kiáltás a barátért (versek, Kolozsvár, 1924)